# Листи Кемал-уд-Довле
«Листи Кемал-уд-Довле» (азерб. Kəmal üddövlə məktubları), відомий також як «Три листи індійського принца Кемал-уд-Довле до перського принца Джелал-уд-Довле і відповідь на них цього останнього» — трактат азербайджанського письменника Мірзи Фаталі Ахундова, написаний 1865 року, який вважають найвизначнішою критико-публіцистичною працею автора. У трактаті наведено листування індійського принца Кемал-уд-Довле та перського принца Джелал-уд-Довле. Вважається, що автор у формі листів, написаних прибулим після тривалої подорожі Європою та Америкою до Ірану індійським принцом Кемал-уд-Довле та відповідей Джелал-уд-Довле, який перебуває в Каїрі, дає критику основ ісламізму та релігійних учень, деспотичної фодальної держави, змальовує картини східного деспотизму, обману і продажності мулл, злидні, безправ'я, невігластво і рабство народу.
«Листи Кемал-уд-Довле» написано азербайджанською мовою. Згодом сам автор переклав їх перською та російською мовами. За життя Ахундова надрукувати «Листи» виявилося неможливим. Вперше їх видав (частково) лише 1924 року в Баку Комітет з нової абетки (азерб. Yeni Əlifba Komiteti), а повністю — 1938 року Азербайджанська філія Академії наук СРСР.